# کاخ شارلوتنبورگ
کاخ شارلوتنبورگ (انگلیسی: Charlottenburg Palace) (به آلمانی: اشلوس شارلوتنبرگ) بزرگترین کاخ در برلین، آلمان است، که در منطقه شارلوتنبرگ از ناحیه (شارلوتنبورگ-ویلمرسدرف) واقع شده است.
این کاخ در اواخر قرن ۱۷ میلادی به دستور فردریش سوم، پادشاه پروس آغاز و ساخته شد و تا حد زیادی در طول قرن ۱۸ گسترش یافته است. کاخ شامل بسیاری دکوراسیون داخلی‌های عجیب و غریب در سبک‌های معماری باروک و روکوکو است و یک باغ رسمی بزرگ احاطه شده توسط جنگل در پشت کاخ، از جمله کوشک، مقبره، تئاتر و غرفه اضافه شده است.
کاخ شارلوتنبرگ و باغ آن یکی از بهترین دیدنی‌های آلمان و جاذبه‌های گردشگری برلین به شمار می‌رود.

## پیشینه

### کاخ

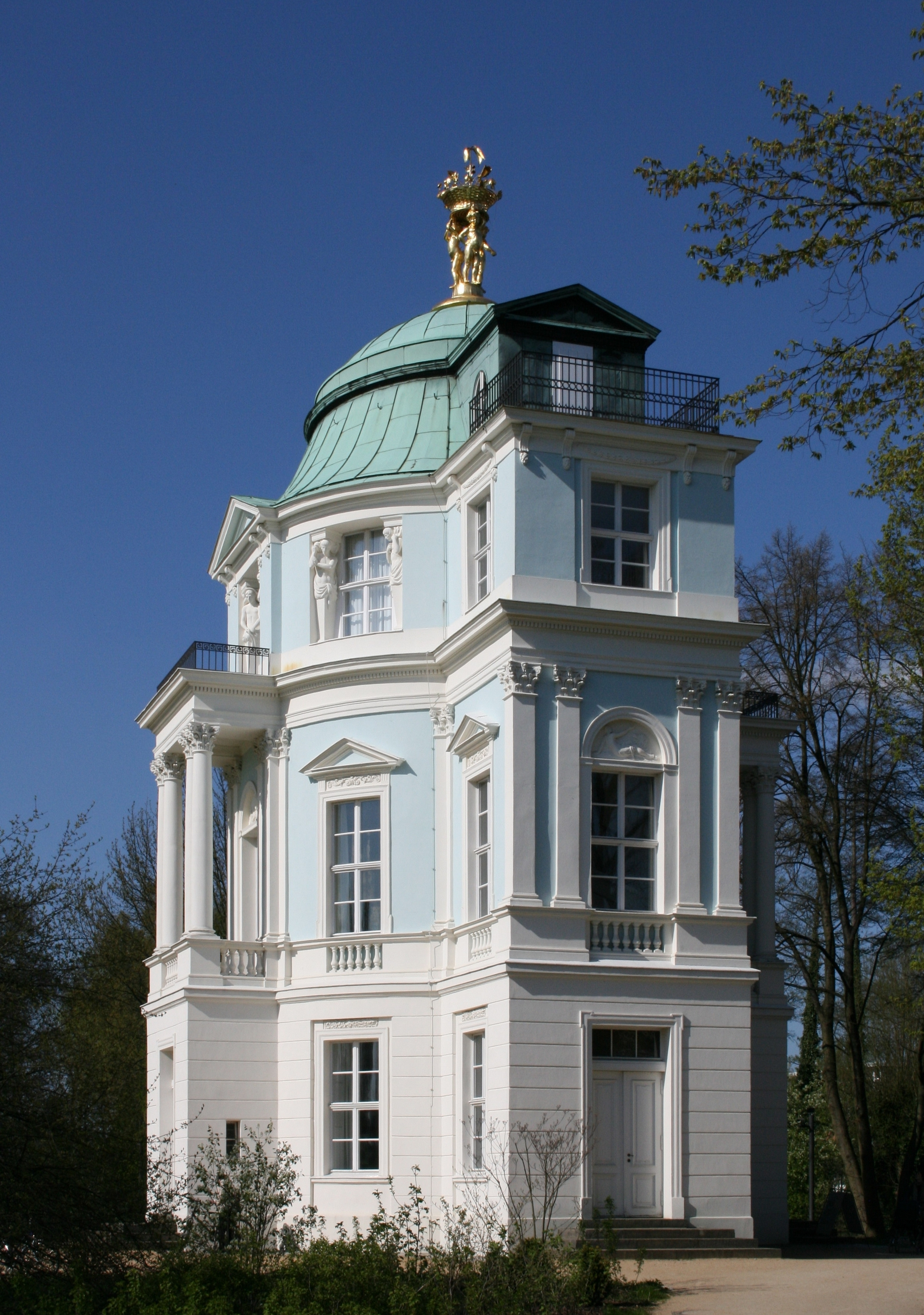
چای‌خانه " کوشک " در باغ قصر

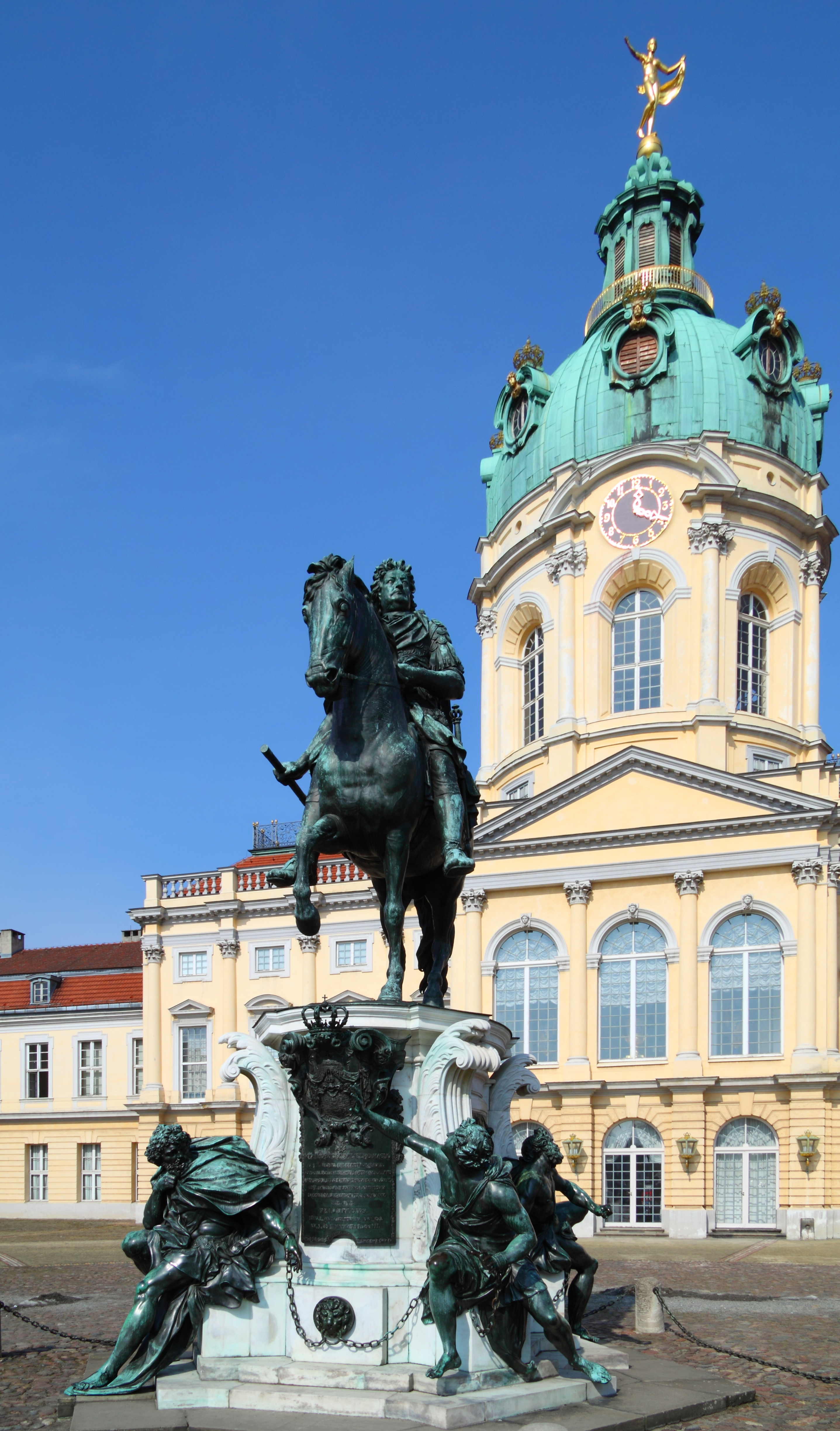
مجسمه فردریک ویلیام، انتخابگر از براندنبورگ

کاخ شارلوتنبورگ یکی از معدود آثار به جا مانده از دوره طلایی سلطنت دودمان هوهن‌تسولرن در آلمان است. این عمارت تابستانی برای «سوفی شارلوت» همسر فردریش سوم ساخته شد که بعدها نام اشلوس شارلوتنبورگ به خود گرفت.
هر کدام از ساختمان‌های این کاخ ورودی جداگانه‌ای دارد. قدیمی‌ترین و مهم‌ترین بخش اشلوس شارلوتنبورگ یا کاخ شارلوتنبرگ، آلتس شلوس یا کاخ کهن است.
ویلهلم یکم، امپراتور آلمان، پدر فردریش سوم نیز که تا اواخر عمر محبوبیتش رو به افزایش بود، در ۹ مارس ۱۸۸۸ درگذشت و در کاخ شارلوتنبورگ به خاک سپرده شد.
در طول جنگ جهانی دوم، کاخ بشدت آسیب دیده بود اما از آن زمان بازسازی شده است.

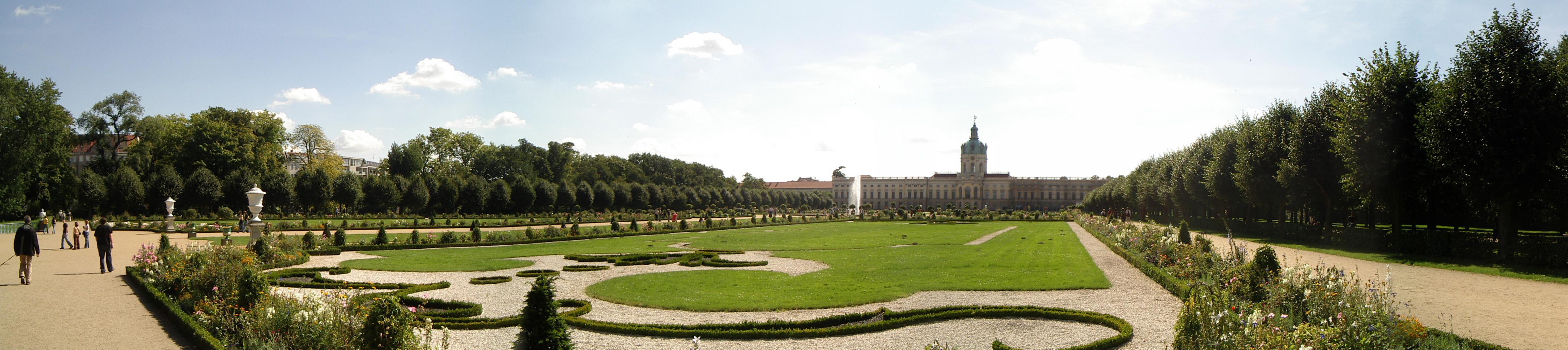
باغ کاخ شارلوتنبورگ